# 大阪府立堺東高等学校
大阪府立堺東高等学校（おおさかふりつ さかいひがし こうとうがっこう）は、大阪府堺市南区に所在する公立の高等学校。

## 概要
全日制の総合学科を設置している。1972年に全日制普通科高等学校として開校したが、2002年に総合学科に改編されている。
総合学科では「堺学系列」「英語系列」「理数系列」「スポーツ・芸術系列」「医療・看護系列」の5系列を設置し、生徒は各系列から科目を選択して学習する。1系列にこだわらず、複数の系列にまたがって科目選択も可能である。
科目のうち、「堺学系列」は地元・堺の地域文化を学び、未来の都市文化を構想する資質を養うことを目的としている。また、「医療・看護系列」は、募集停止・廃校となった、衛生看護科の大阪府立白菊高等学校の教育活動の受け入れ先として設定されている。ただし、白菊高校衛生看護科の場合は准看護師の受験資格が取得できたのに対し、堺東高校総合学科の場合、あくまでも「医療・看護系の大学、短大、専門学校への進学を目指す科目設置」扱いなので、医療・看護系列の科目を選択しても、准看護師などの看護系職業資格の受験資格は得られない。
授業は1年間を前期（4月 - 9月）、後期（10月 - 3月）の2学期とし、半期ごとに授業の単位を認定するセメスター制を導入している。また、1時限を65分間とし、午前中3時限、午後2時限で行っている。
2006年以降「知的障がい生徒自立支援コース」を設置し、知的障害を持つ生徒の受け入れを実施している。

### 校章
「東」の文字に見立てた六稜に「堺」の文字を配している。大阪府が設置した新制高等学校として校章に六稜を採用した10番目の学校である。
旧制中学校の「中」の文字に見立てたという違いはあるが、大阪府が設置した旧制中学校17校のうち池田を除く16校も校章に六稜を採用していた。1909年に茨木、1948年の新制高等学校への改編を期に三国丘、八尾、岸和田、四條畷、豊中、鳳の7校が六稜の校章をやめて別の校章に変更したが、北野、天王寺、市岡、富田林、今宮、高津、生野、住吉の8校は六稜の校章を新制高等学校としても受け継いでおり、布施は旧制中学校時代と新制高等学校とで意匠は異なるが六稜の校章であることに変わりはなく、北野以下9校に本校が続くというわけである。なお、三国丘は旧制中学校時代の校名が堺だったが、大阪府第二尋常中学校として創立した経緯から、六稜に「二」の文字を配していた。

## 沿革
- 1972年 - 泉北ニュータウンに開校。全日制普通科を設置。
- 2002年 - 全日制府立高等学校特色づくり・再編整備計画により普通科が廃止され総合学科に改編。
- 2003年 - 看護実習棟が竣工。
- 2006年 - 知的障がい生徒自立支援コースを設置。

## 出身者
- 林まゆみ - 元女流棋士
- 泉谷光紀 - 元サッカー選手
- ARKS - 3ピースバンド

## 交通
- 南海泉北線泉ヶ丘駅・南海高野線金剛駅から南海バス堺東高校前下車、徒歩3分